# Апрель 2017 года

Список событий апреля 2017 года.

## События
- 1 апреля
  - В городе Мокоа на юго-западе Колумбии в результате наводнения, спровоцировавшего оползни и сход селя, погибли по меньшей мере 154 человека[1].
  - В Парагвае демонстранты захватили здание парламента[2].
- 2 апреля
  - Второй тур выборов президента Эквадора[3]. Победу одержал представитель правящего левого блока Альянс гордой и независимой родины Ленин Морено[4].
  - В Армении прошли парламентские выборы, это голосование стало этапом масштабной политической реформы, так как Армения была преобразована в парламентскую республику. Большинство голосов набрали Республиканская партия и блок «Царукян»[5].
- 3 апреля
  - Теракт в Петербургском метрополитене. Погибли 16 человек, 87 ранены[6].
- 4 апреля
  - Глава Удмуртии Александр Соловьёв арестован по делу о взяточничестве на 140 миллионов рублей при строительстве дорог[7].
  - Глава Чечни Рамзан Кадыров подписал поправки в закон «Об образовании в Чеченской Республике», согласно которым учащиеся имеют право носить в учебном заведении одежду или символику согласно народным традициям и религиозным верованиям[8].
  - Официально введена в обращение новая банкнота номиналом 50 евро[9].
  - Один из создателей World Wide Web, британский учёный Тим Бернерс-Ли был удостоен премии Тьюринга[10].
  - Поражение населения химическими отравляющими веществами в сирийском городе Хан-Шейхун (провинция Идлиб). Погибли 74 человека, ранены 557 человек[11][12].
- 6 апреля
  - Европейский парламент проголосовал за упрощение визового режима для граждан Украины[13].
- 7 апреля
  - Авиаудар крылатыми ракетами «Томагавк» по сирийской авиабазе «Эш-Шайрат» в провинции Хомс, нанесённый после поражения населения химическими отравляющими веществами в сирийском городе Хан-Шейхун (провинция Идлиб)[14].
  - Вынесен приговор по делу бойцов украинского батальона «Торнадо», обвиняемых в совершении ряда преступлений в ходе боевых действий на территории Луганской области[15].
- 8 апреля
  - Баскская террористическая группировка «Страна Басков и свобода» объявила о своём разоружении[16].
  - Тяжелый американский атомный авианосец «Карл Винсон» во главе ударной группы направился к берегам Корейского полуострова с целью укрепить обороноспособность Южной Кореи и для борьбы с угрозами от КНДР[17].
- 9 апреля
  - Движение Pulse of Europe провело демонстрацию сторонников единой Европы в германском городе Кель[18].
  - На президентских выборах в Южной Осетии победу одержал Анатолий Бибилов[19].
  - Постановка «Гарри Поттер и Проклятое дитя» по одноимённой пьесе британской писательницы Джоан Роулинг стала триумфатором на церемонии вручения престижной театральной премии Лоренса Оливье, получив рекордные 9 наград из 11[20].
- 10 апреля
  - С Международной космической станции на Землю вернулся экипаж космического корабля «Союз МС-02» — российские космонавты Андрей Борисенко и Сергей Рыжиков, а также американский астронавт Роберт Шейн Кимбро[21].
  - Юбилейное сотое вручение Пулитцеровской премии. В числе лауреатов издательская компания McClatchy и The Miami Herald — за публикации о «Панамском архиве»[22].
- 11 апреля
  - Компания Microsoft прекратила расширенную поддержку ОС Windows Vista[23].
- 12 апреля
  - Президент Казахстана Нурсултан Назарбаев поручил правительству страны составить график перехода казахского алфавита на латиницу[24].
  - Предприниматель Алишер Усманов подал в Люблинский районный суд Москвы иск против оппозиционного политика Алексея Навального и Фонда борьбы с коррупцией[25].
  - На рассмотрение Совета безопасности ООН был внесен проект резолюции по химической атаке в сирийской провинции Идлиб, в ходе голосования КНР воздержалась, хотя ранее, как правило, голосовала против резолюций, которые не поддерживала Москва[26].
  - Национальная гвардия Венесуэлы разогнала протестующих жителей муниципии Каррисаль в штате Миранда, протестующие перекрыли в этом районе Панамериканское шоссе[27].
- 13 апреля
  - Первое боевое применение самой мощной не-ядерной фугасной бомбы GBU-43B (США)[28].
- 14 апреля
  - КНДР пригрозила нанести превентивный удар по объектам США в Японии, Южной Корее и резиденции президента в Сеуле в ответ на угрозу Вашингтона нанести удар по Северной Корее в том случае, если КНДР проведет очередное ядерное испытание[29].
- 16 апреля
  - Конституционный референдум в Турции о переходе от парламентской формы правления к президентской республике[30].
  - Китай и Непал впервые начали совместные военные учения[31].
- 17 апреля
  - Заместитель постоянного представителя КНДР при ООН Ким Ин Рён заявил, что из-за США ядерная война может начаться в любой момент[32].
- 18 апреля
  - Глава британского правительства Тереза Мэй объявила досрочные парламентские выборы, чтобы получить сильное правительство для подготовки к Brexit[33].
- 20 апреля
  - Верховный суд России признал организацию «Управленческий центр Свидетелей Иеговы» экстремистской и запретил её деятельность. Организация будет ликвидирована, её имущество — конфисковано в пользу государства[34].
  - Российский пилотируемый космический корабль «Арго»[35] Союз МС-04, стартовав с Гагаринского старта космодрома Байконур, был выведен на орбиту ракетой-носителем Союз-ФГ и через 6 часов пристыковался к стыковочному узлу модуля Поиск международной космической станции, доставив на МКС российского космонавта Фёдора Юрчихина и американского астронавта Джека Фишера[36].
- 21 апреля
  - Куба и Марокко восстановили дипломатические отношения, разорванные в 1980 году[37].
  - Анатолий Бибилов вступил в должность президента Южной Осетии[38].
- 23 апреля
  - Состоялся первый тур президентских выборов во Франции[39], во второй тур вышли Эмманюэль Макрон (партия «Вперёд!») и Марин Ле Пен («Национальный Фронт»)[40].
  - Кенийка Мэри Кейтани выиграла Лондонский марафон, установив рекорд мира для женских забегов — 2:17:01[41].
  - Институт интегральных схем общества Фраунгофера официально объявил о прекращении работы над форматом MP3 в связи с истечением срока патента[42][43].
- 25 апреля
  - Один из организаторов «Русских маршей» Дмитрий Дёмушкин осуждён к 2,5 годам лишения свободы за экстремизм[44].
- 26 апреля
  - В городе Далянь на воду спущен первый построенный полностью в Китае авианосец[45].
- 27 апреля
  - В Чёрном море северо-западнее пролива Босфор в условиях низкой видимости российский военный корабль-разведчик «Лиман» столкнулся с судном-скотовозом «Youzarsif H» и от полученных пробоин затонул. Весь экипаж «Лимана» в числе 78 человек был спасён[46][47].
  - Провал музыкального фестиваля Fyre Festival на Багамах, позднее прозванный СМИ «худшим музыкальным фестивалем в истории»[48].
- 28 апреля
  - В Бразилии началась общенациональная забастовка в знак протеста против реформ Мишела Темера[49].
  - Парламент Черногории ратифицировал соглашение о присоединении страны к Североатлантическому альянсу[50].
- 29 апреля
  - Власти Турции заблокировали в стране доступ ко всем языковым разделам Википедии[51], объяснив этот шаг тем, что Википедия якобы «стала частью клеветнической кампании против Турции на международной арене»[52].